# Endoteline
Le endoteline sono una classe di proteine che costringono i vasi sanguigni provocando un aumento della pressione arteriosa. Il loro effetto è normalmente mantenuto bilanciato da altri meccanismi, ma quando sono sovraespresse possono contribuire all'ipertensione e aumentare il rischio di eventi cardiovascolari.
Le endoteline sono peptidi di 21-residui amminoacidici vasocostrittori prodotti principalmente nell'endotelio e hanno un ruolo chiave nell'omeostasi vascolare. Tra i più potenti agenti vasocostrittori noti, le endoteline sono implicate nella patogenesi di numerose malattie del cuore, dell'apparato circolatorio e in particolare della circolazione cerebrale.

## Isoforme e distribuzione tissutale
Esistono tre isoforme (identificate come ET-1, -2, -3) con diverse regioni di espressione, e due tipi di recettori, ETA ed ETB.
- I recettori ETA si trovano sul tessuto muscolare liscio del vasi sanguigni ed il legame delle endoteline ai recettori ETA aumenta la vasocostrizione (contrazione delle pareti dei vasi sanguigni) e ritenzione di sodio, portando ad un'aumentata pressione sanguigna.[3]
- I recettori ETB sono localizzati principalmente nelle cellule endoteliali che rivestono l'interno dei vasi sanguigni. Quando l'endotelina si lega ai recettore ETB si ha il rilascio di ossido nitrico (precedentemente noto come fattore di rilascio endotelio-derivato), natriuresi, diuresi e meccanismi che abbassano la pressione.
- Entrambi i tipi di recettori ET si trovano anche nel sistema nervoso dove mediano la trasmissione nervosa e funzioni vascolari.[4]

### Sistema nervoso
I recettori per le endoteline, vastamente distribuiti nel corpo, sono presenti nei vasi sanguigni e nelle cellule cerebrali, nel plesso corioideo e nei nervi periferici. L'endotelina 1, quando applicata direttamente al cervello di topi in quantità picomolari, in un modello sperimentale di ictus, causa una grave stimolazione metabolica e convulsioni con la diminuzione sostanziale del flusso sanguigno in alcune aree cerebrali; entrambi gli effetti sono mediati da canali del calcio.
Una forte azione vasocostrittrice simile a quella dell'endotelina 1 è stata dimostrata in un modello di neuropatia periferica nei topi.

## Esempi di interazioni fisiologiche
Negli individui sani viene mantenuto un delicato equilibrio tra vasocostrizione e vasodilatazione grazie all'azione di endoteline e altri vasocostrittori da una parte e ossido nitrico, prostacicline e altri vasodilatatori dall'altra.
La sovrapproduzione di endoteline nel polmone può causare ipertensione polmonare, che può talvolta essere trattata con un antagonista del recettore delle endoteline, come il bosentan, il sitaxentan o l'ambrisentan. L'ultimo di questi farmaci blocca selettivamente i recettori A delle endoteline, diminuendo l'azione vasocostrittrice e permettendo un aumentato effetto benefico legato alla stimolazione del recettore B, con produzione di monossido di azoto. L'effetto preciso di attivazione del recettore delle endoteline B dipende dal tipo di cellula coinvolta.

## Ruolo patologico
La distribuzione ubiquitaria delle endoteline e dei loro recettori implica il loro coinvolgimento in una vasta varietà di processi fisiologici e patologici. Tra le numerose patologie in cui potrebbe essere presente una disfunzione delle endoteline ci sono:
- diversi tipi di cancro[7]
- vasospasmo cerebrale seguente ad emorragia subaracnoidea[8]
- ipertensione arteriosa ed altre malattie cardiovascolari
- mediazione del dolore[9]
- ipertrofia cardiaca
- febbre dengue
- diabete mellito di tipo 2

## Regolazione genica
L'endotelio regola il tono vascolare locale attraverso il rilascio coordinato di molecole vasoattive. La secrezione di endotelina-a (ET-1) da parte dell'endotelio provoca vasocostrizione e influenza la sopravvivenza e la crescita cellulare locale. L'ET-1 è stata ritenuta responsabile dello sviluppo e della progressione di disordini vascolari come l'aterosclerosi e l'ipertensione. Le cellule endoteliali sovraesprimono ET-1 in risposta ad ipossia, LDL ossidate, citochine proinfiammatorie e tossine batteriche. Gli studi iniziali sul promotore genico di ET-1 hanno fornito alcune delle prime interpretazioni meccanicistiche della regolazione genica endotelio-specifica. Gli studi successivi hanno fornito ulteriori interpretazioni della regolazione del promotore di ET-1 sia in condizioni basali sia in stati cellulari attivati.
L'mRNA di ET-1 è labile con un'emivita di meno di un'ora. L'azione della trascrizione di ET-1 assieme con il rapido turnover cellulare dell'mRNA permette un controllo stringente sulla sua espressione. È stato dimostrato che l'mRNA di ET-1 è selettivamente stabilizzato in risposta all'attivazione cellulare da parte delle tossine Shiga-like derivate da Escherichia coli O157:H7; ciò suggerisci che ET-1 sia regolato da un meccanismo post-trascrizionale. Elementi regolatori che modulano l'emivita dell'mRNA sono frequentemente ritrovati nelle regioni 3'-UTR (regioni non tradotte 3'). La regione 3'-UTR da 1 100 paia di basi dell'ET-1 umana costituisce oltre il 50% della lunghezza del trascritto primario e presenta lunghi tratti di sequenze altamente conservate inclusa una regione ricca in AU. Alcuni elementi 3'-UTR ricchi in AU (dall'inglese abbreviati AREs) rivestono un ruolo regolatorio importante nelle citochine e nell'espressione di proto-oncogeni mediante l'influenzamento dell'emivita in condizioni basali e in risposta all'attivazione cellulare. Sono state caratterizzate diverse proteine leganti l'RNA con affinità per gli AREs, inclusa AUF1 (hnRNPD), la famiglia ELAV (HuR, HuB, HuC, HuD), tristetraprolina, TIA/TIAR, HSP70, e altre. Sebbene non siano ancora stati completamente chiariti i meccanismi diretti dell'attività degli ARE, i modelli attuali suggeriscono che le proteine leganti gli ARE indirizzino specifici mRNA verso vie cellulari che influenzano il metabolismo della coda 3'-poliadenilato e del Rivestimento in 5'.